# マリアンナ・マディーア

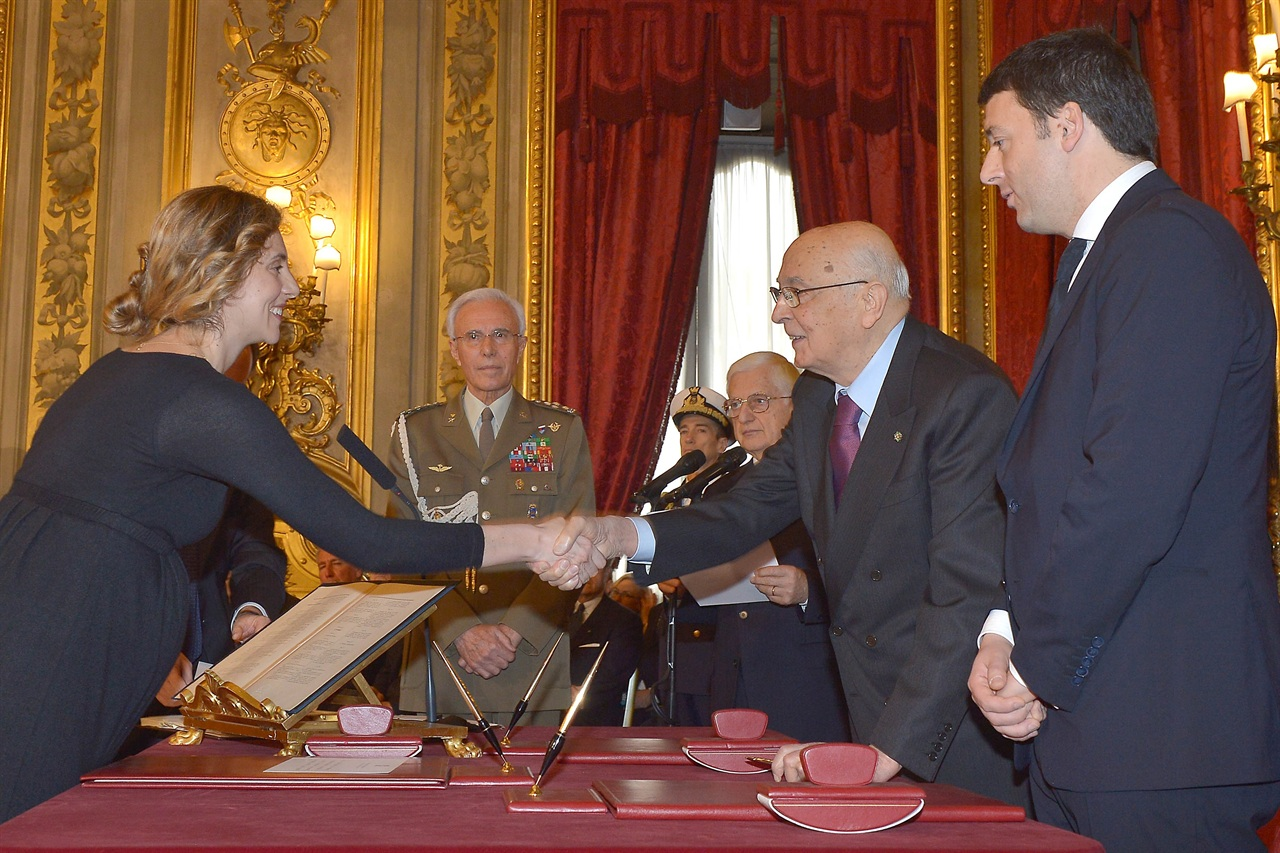
レンツィ内閣の発足に伴いナポリターノ大統領（当時）と握手を交わすマリアンナ

マリア・アンナ・マディーア（イタリア語: Maria Anna Madia、通称: Marianna Madia、1980年9月5日 - ）は、イタリアの政治家、下院議員（2期目）。所属政党は民主党。
2014年2月21日のレンツィ内閣発足に伴い、無任所大臣（行政・簡素化担当）として閣内入りした。2016年12月12日発足のジェンティローニ内閣でも留任。2018年6月1日にジェンティローニ内閣の終了とともに退任した。

## 人物
ローマ・ラ・サピエンツァ大学で政治と経済を学び、政治学の学士号および労働経済学の博士号を取得した。
2013年6月11日、テレビプロデューサーおよび映画監督のマリオ・ジャンニと同年6月9日に結婚していたことが報道された。翌年の2014年4月8日、フランチェスコとマルゲリータという2人の子供を出産した。なお、自身が信仰しているカトリックを理由に、イタリアの法律において合法である妊娠中絶に反対している。

## 経歴
2008年2月、所属政党である民主党の党首ワルテル・ヴェルトローニから、2008年イタリア総選挙の下院候補に選ばれ出馬、初当選した。